# Frankie Howard (cầu thủ bóng đá)
{{Thông tin tiểu sử bóng đá
| name   = Frankie Howard
| image   = 
| caption  = 
| fullname = Francis Henry Howard
| birth_date  = 30 tháng 1 năm 1931
| birth_place  = [[Acton, Anh]]
| death_date  = 11 tháng 10 năm 2007 (76 tuổi)
| death_place  = Brighton, Anh
| height  = 5 ft 6 in (1,68 m)
| position = Tiền đạo
| youthyears1  =  | youthclubs1 = 
| years1  = 19??-1950 | clubs1 = Guildford City
| years2  = 1950-1959 | clubs2 = Brighton & Hove Albion | caps2 = 200 | goals2 = 26
}}
Francis Henry Howard (30 tháng 1 năm 1931 - 11 tháng 10 năm 2007) là một cầu thủ bóng đá người Anh ghi 26 bàn trong 200 trận tại Football League thi đấu ở vị trí tiền đạo cho Brighton & Hove Albion.

## Cuộc đời và sự nghiệp
Howard sinh năm 1931 ở Acton, Middlesex. Là một tiền đạo cánh trái từng là vận động viên chạy nước rút thời trẻ, Howard gia nhập Brighton & Hove Albion từ Guildford City năm 1950. Trước giữa thập niên 1950, ông thi đấu cùng với Denis Foreman tấn công ở hành lang bên trái, và ở mùa giải 1957-58, ông chỉ bỏ lỡ 5 trận khi Albion thăng hạng Second Division. Chấn thương rách dây chằng đầu gối chín tháng sau đó buộc ông phải giải nghệ. Ông trở thành nhân viên câu lạc bộ ở vị trí bảo vệ trong gần 30 năm. Howard died in Brighton in 2007 at the age of 76.